# Der Teufel auf Erden

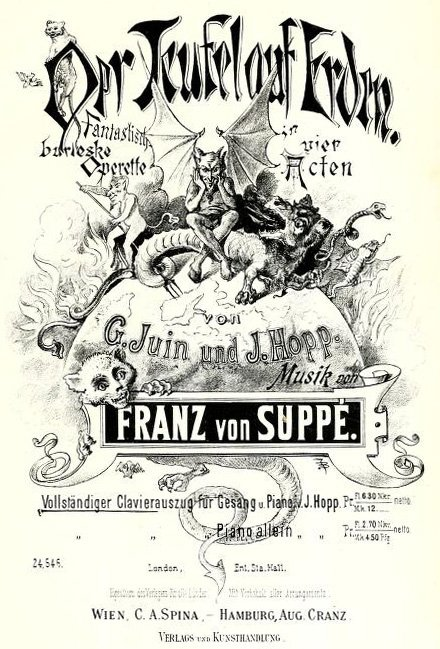
Klavierauszug

Der Teufel auf Erden ist eine Operette in vier Akten von Franz von Suppè. Das Libretto stammt von Karl Juin und Julius Hopp.
Das Werk wurde am 5. Januar 1878 im Carltheater in Wien uraufgeführt. Die deutsche Erstaufführung fand erst am 1. Juli 2016 in einer Neubearbeitung an der Bayerischen Theaterakademie August Everding im Akademietheater München statt, bei der aber von Suppés Originalmusik nur noch wenig Substanz übrig geblieben ist. 2018 führte das Brucknerhaus Linz eine konzertante Fassung des Wiener Originals auf. Eine weitere Neubearbeitung wurde 2019 im Stadttheater Chemnitz uraufgeführt, bei welcher der Text völlig neu geschrieben wurde, die Musik Suppés aber original erhalten blieb. Von dieser Neubearbeitung gibt es eine im Studio nachproduzierte Rundfunkaufnahme, die vom MDR und Deutschlandfunk gesendet wurde. Eine CD davon war in Aussicht gestellt, wurde aber bisher nicht realisiert. Die Chemnitzer Neufassung entstand in Co-Produktion mit der Wiener Volksoper, welche dann diese Fassung 2021 in Wien aufführte.

## Handlung

### Erster Akt
In der Hölle herrscht eine Revolte, die Unterteufel Astaroth, Asrael, Abadonna und Ariel rufen nach einer Konstitution, sie wollen ein Parlament, fordern Pressefreiheit, verlangen die Aufhebung der Leibeigenschaft und weitere liberale Errungenschaften, die es zum Teil (nur nicht im damaligen Österreich) oben auf der Erde schon gibt. Satanas, der Fürst der Unterwelt und sein Haushofmeister Mefistofeles wollen die Revolte mit Hilfe der drei wichtigsten Minister, Lucifer, Samuel und Beelzebub, niederschlagen. Aber sie sind nicht erreichbar, weil sie von einem Urlaub auf der Erde bisher nicht zurückgekommen sind. Also begeben sich Satanas und Mefistofeles auf die Erde, um nach ihnen zu suchen.

### Zweiter Akt
In einem Damenstift tarnt sich Mefistofeles als Pförtner, nachdem er den richtigen Amtsinhaber im Weinkeller eingeschlossen hat. Auch Satanas erscheint dort und beobachtet das weitere Geschehen aus einem Versteck heraus. Die beiden Teufel bekommen mit, wie sich die Vorsteherin Aglaja des Vermögens ihres Mündels Amanda bemächtigen will. Amanda, ebenfalls Insassin des Stiftes, will sich von ihrem Geliebten, dem Fähnrich Isidor, entführen lassen. Zu diesem Zweck startet dessen Kollege Reinhardt ein Ablenkungsmanöver, indem er sich als Frau verkleidet, in das Damenstift schleicht, um das Fehlen der Entführten zu kaschieren. Natürlich musste zum Gelingen des Plans der Pförtner, in diesem Falle der falsche, nämlich der verkleidete Mefistofels, bestochen werden. Reinhardt wird jedoch sofort von Amandas eifersüchtiger Freundin Isabella enttarnt, die zunächst die anderen Mädchen zu Hilfe ruft, welche sich gleich auf den einen Mann, der sich endlich in ihren Mauern befindet, stürzen. Auch die hinzukommende Vorsteherin lässt sich nicht lange von Reinhardts Verkleidung täuschen. Um die Situation zu retten, täuscht Reinhardt Aglaja vor, sie zu umgarnen, worauf sie sofort anspringt. Satanas und Mefistofeles, die zunächst hinter fast allen Beteiligten einen der gesuchten Teufel vermuteten, erkennen schließlich in Aglaja den gesuchten Luzifer, den sie sofort zurück in die Hölle schicken.

### Dritter Akt
Satanas und Mefistofels suchten die beiden anderen Teufel jetzt in der nahe gelegenen Kadettenanstalt, in welcher die erfolgreiche Entführung gefeiert wird. Mefistofeles hat sich als Oberkellner verkleidet. Die Offiziere haben den Kadetten freigegeben, damit Isidor mit Amanda und Reinhardt mit seiner Freundin, der Tänzerin Rosine, die gleichzeitig Amandas Schwester ist, ungestört feiern können. Rosine hat auch gleich alle Ballettmädchen vom Theater mitgebracht. Als Kapitän Donnerkeil unerwartet zu einer Inspektion auftaucht, steckt sie eiligst die Ballettmädchen in die Uniformen der abwesenden Kadetten. Obwohl der sonst so gestrenge Donnerkeil den ihm vorgegaukelten Betrug durchschaut, lässt er diesen durchgehen, weil er sich davon persönliche Vorteile in Form amouröser Abenteuer verspricht. Aufgrund dieses Verhaltens erkennt Satanas den Teufel Samuel in der Person des Kapitäns und schickt ihn ebenfalls zurück in die Hölle, lässt ihn aber zuvor noch 10 Minuten mit den anderen mitfeiern.

### Vierter Akt
Im Ballettsaal des Theaters probt der Ballettmeister Muzzerelli mit Rosine und Amanda. Letztere wurde ebenfalls bei den Tänzerinnen aufgenommen. Satanas und Mefistofeles, die sich in Tänzerinnen verwandelt haben, müssen wohl oder übel ebenfalls an der Probe teilnehmen. Da kommt der Direktor herein und entlässt Rosine, Amanda und auch Muzzerelli. Jetzt vermuten die beiden Teufel im Direktor den letzten noch fehlenden Teufel Beelzebub. Doch Muzzerelli klärt die beiden auf, dass im Theater jeder bösartiger Intrigen verdächtigt wird und er gibt jetzt auch zu, dass er gar kein Italiener ist, sondern Wiener und sich den italienischen Habitus nur zugelegt hat, um beim Theater bessere Erfolgschancen zu haben. Satanas und Mefistofeles kommen zur Erkenntnis, dass Beelzebub wohl in jedem steckt und daher nicht aufzuspüren ist. Inzwischen haben die zurückgeschickten Teufel Lucifer und Samuel die Revolte in der Hölle niedergeschlagen und Satanas und Mefistofeles beschließen, wieder dorthin zurückzukehren. Zuvor gibt es noch ein Happy End bei den Protagonisten auf der Erde, nämlich mit Isidor und seiner Amanda und Reinhart mit Rosine.

## Musik
Es gibt eine Rundfunkproduktion des WDR aus dem Jahre 1984. Allgemein bekannte Musiknummern sind darin nicht enthalten, dennoch bietet Der Teufel auf Erden  eine ganze Reihe schöner, und da selten gespielt, vor allem unverbrauchter melodischer Einfälle, die häufig auch eine überraschende Originalität aufweisen. Einige der in der Operette vorkommenden Marschmelodien sind in einer Zusammenstellung als Teufelsmarsch bekannt geworden. Besonders hervorzuheben sind die Romanze Isidors im Walzertakt „Stern meiner Liebe“, das Finale 1. Akt, welches Romantik in Form eines Liebesliedes mit burlesker Komik und einem flotten Marsch verbindet, die Ariette Reinharts In des Stiftes schatt’gem Garten nebenan, das Duett Das zarte Lied, das du so sehnsuchtsvoll gesungen, in dem nochmals die Romanze besungen wird, der Walzer der Tanzprobe aus dem 4. Akt im Stile Josef Lanners, eine Mauresca Mit heißer feuriger Lust Kastiliens Tochter singt, bei welchem die männlichen Protagonisten mit allerlei Rhythmusinstrumenten ausgestattet werden und ein Couplet Mezzerellis aus der Tradition des Wiener Volkstheaters O du verflixtes Telefon. Im Finale 3. Akt erinnert ein baccanalischer Rundgesang an die (frühere) Fledermaus und an den (späteren) Bettelstudent. Trotz der vielen Anspielungen auf eigene und fremde Werke wird nichts davon direkt zitiert, sondern immer neu erfunden. Suppés Biograph Hans-Dieter Roser bezeichnet das Werk als „eine außergewöhnlich komische Operette im Geiste Offenbachs ...“ und meint, es „...müsste eigentlich in einem Atemzug mit den großen Suppé-Operetten genannt werden“. Dass die Operette sich zur Zeit der Uraufführung nicht durchsetzen konnte, mag an der unverhüllten Forderung nach mehr Liberalität liegen, die in den Zeiten der Monarchie nicht gern gehört wurde. Es ist aber bedauerlich, dass sie in späterer Zeit nicht wiederentdeckt wurde und erst im Jahr 2016 ihre deutsche Erstaufführung in stark veränderter Form erlebte.